# Fosse/Verdon
Fosse/Verdon és una minisèrie biogràfica nord-americana protagonitzada per Sam Rockwell com el director-coreògraf Bob Fosse i Michelle Williams com l'actriu i ballarina Gwen Verdon. La sèrie, que explica la història de la relació personal i professional de la parella, es basa en la biografia Fosse de Sam Wasson. Norbert Leo Butz i Margaret Qualley també participen com Paddy Chayefsky i Ann Reinking, respectivament. Es va estrenar als Estats Units en vuit episodis el 9 d'abril de 2019.
A la 71è Premis Emmy Primetime, Fosse/Verdon va rebre disset nominacions, entre les quals destaquen el de millor minisèrie i per les actuacions per a Rockwell, Williams i Qualley. Williams va rebre el Premi Emmy Primetime per a una actriu protagonista destacada en una minisèrie o pel·lícula pel seu paper com a Gwen Verdon. El discurs d'acceptació va reconèixer a Fox Studios que li ha donat la igualtat de sou i valor per tal de crear al màxim el seu personatge. Williams també va guanyar el premi Globus d'Or a la millor actriu de minisèrie o telefilm en al 77a edició dels premis. Al 26è Screen Awards Actors Guild Awards, Rockwell i Williams van guanyar en les seves respectives categories.

## Argument
Fosse/Verdon narra la història de «la col·laboració romàntica i creativa entre Bob Fosse i Gwen Verdon. Va ser un cineasta i un dels coreògrafs i directors més influents del teatre; ella va ser la més gran ballarina de Broadway de tots els temps. Junts, van canviar la cara de l'entreteniment nord-americà, a un cost perillós».
La història de tota la sèrie es desplega a través de flashos de la relació de la parella al llarg dels anys. Inclou la reversió del poder i l'estat, així com els contextos que permeten que tot això passi. També presenta la contribució de Fosse i Verdon a la indústria de l'entreteniment malgrat els seus problemes personals.

## Repartiment i personatges

### Principals
- Sam Rockwell com Bob Fosse
  - Justin Gazzillo com Bobby amb 13 anys
- Michelle Williams com Gwen Verdon
  - Kelli Berglund com Gwen jove
- Norbert Leo Butz com Paddy Chayefsky, dramaturg, amic d'en Bob
- Margaret Qualley com Ann Reinking, actriu-ballarina

### Recurrents
- Aya Cash com Joan Simon, primera esposa de Neil
- Evan Handler com Hal Prince, director
- Nate Corddry com Neil Simon, dramaturg, amic d'en Bob
- Susan Misner com Joan McCracken, segona esposa d'en Bob
- Paul Reiser com Cy Feuer, productor
- Blake Baumgartner i Juliet Brett com Nicole Fosse
  - Chandler Head com Nicole jove
- Jake Lacy com Ron, Gwen's lover
- Kelli Barrett com Liza Minnelli, actriu
- Bianca Marroquín com Chita Rivera, actriu
- Ethan Slater com Joel Grey, actor
- Rick Holmes com Fred Weaver, primer manager de Bob
- Peter Scolari com Mel, manager de la Gwen
- Christiane Seidel com Hannah, intèrpret alemanya
- Byron Jennings com George Abbott, director
- Laura Osnes com Shirley MacLaine, actriu
- Brandon Uranowitz com Dustin Hoffman, actor
- Tyler Hanes com Jerry Orbach, actor
- Wayne Wilcox com Michael Kidd, coreògraf
- Lindsay Nicole Chambers com Leland Palmer, actriu
- Santino Fontana com James Henaghan, primer marit de la Gwen
- Emily Dorsch com Gertrude Verdon, mare de la Gwen
- Christopher Tocco com Jack Cole, coreògraf
- Kelcy Griffin com Debbie Allen, actriu
- Pamela Mitchell com Marsha Mason, actriu
- Rema Webb com Paula Kelly, actriu
- Spencer Moss com Mary Ann Fosse, germana d'en Bob
- David Turner com Ray Walston, actor
- George Bamford com Robert Surtees, cinematographer
- George R. Sheffey com David Bretherton, editor
- Jimmy Brewer com Stephen Schwartz, escriptor de cançons
- Tim Young com John Rubinstein, actor
- Peggy J. Scott com Irene Ryan, actriu
- Sean Patrick Doyle com Michael O'Haughey, actor
- Ryan Vandenboom com Eddie Phillips, coreògraf
- Anthony Rosenthal com Charlie Grass, coreògraf
- Nicholas Baroudi com Scott Brady, actor
- Jeremy Shamos com Joseph Hardy, director
- Ahmad Simmons com Ben Vereen, actor
- Lin-Manuel Miranda com Roy Scheider, actor

## Episodis
| Núm. | Títol                                                          | Direcció       |                               | Data d'emissió original | Codi de prod. | Espectadors U.S. (milions) |
| --- | -------------------------------------------------------------- | -------------- | ----------------------------- | ----------------------- | ------------- | -------------------------- |
| 1 | «Life Is a Cabaret "La vida és un cabaret"»                    | Thomas Kail    | Steven Levenson & Thomas Kail | 9 d'abril de 2019       | 1BHR01        | 0,614                      |
| Després del fracàs comercial del seu debut cinematogràfic, Sweet Charity, el director i coreògraf de Broadway Bob Fosse està decidit a fer que el seu proper projecte com a director, Cabaret, sigui un èxit, fins i tot si significa desafiar al productor Cy Feuer i enganyar la seva dona i col·laboradora creativa, l'actriu i ballarina Gwen Verdon. |                                                                |                |                               |                         |               |                            |
| 2 | «Who's Got the Pain? "A qui fa mal? "»                         | Thomas Kail    | Steven Levenson               | 16 d'abril de 2019      | 1BHR02        | 0.425                      |
| Mentre que el seu matrimoni es deteriora després que ella descobrís el darrer embolic extramarital, Gwen reflexiona sobre com es van conèixer durant la preproducció de Damn Yankees i com la seva relació personal i professional comencés a costa del matrimoni de Bob amb l'estrella de Broadway Joan McCracken.                                       |                                                                |                |                               |                         |               |                            |
| 3 | «Me and My Baby "Jo i el meu nen "»                            | Adam Bernstein | Debora Cahn                   | 23 d'abril de 2019      | 1BHR03        | 0.453                      |
| Amb Bob centrat en l'edició de Cabaret, les audicions de Gwen pel paper protagonista en una obra li fa veure el seu desastrós primer matrimoni i com canvià la seva carrera en una actuació trencadora a Can-Can. |                                                                |                |                               |                         |               |                            |
| 4 | «Glory "Glòria "»                                              | Jessica Yu     | Tracey Scott Wilson           | 30 d'abril de 2019      | 1BHR04        | 0.429                      |
| Mentre que la Gwen lluita amb la seva vida personal després de l'estrena (i tancament) de "Children! Children!", en Bob aprofita l'èxit de Cabaret, preparant la producció de Liza with a Z i Pippin, i lluitant amb el preu de la fama. |                                                                |                |                               |                         |               |                            |
| 5 | «Where Am I Going? "A on vaig?"»                               | Thomas Kail    | Charlotte Stoudt              | 7 de maig de 2019       | 1BHR05        | 0.312                      |
| Tres mesos després de la mort de Joan Simon, i després que Bob hagi estat en tractament psiquiàtric, creixen les tensions durant una nit plujosa a la casa d'estiu de Bob a Southhampton entre els seus convidats, incloent la Gwen, Neil Simon, Paddy Chayefsky i Ann Reinking.                                                                          |                                                                |                |                               |                         |               |                            |
| 6 | «All I Care About Is Love "Tot el que em preocupa és l'amor "» | Minkie Spiro   | Ike Holter                    | 14 de maig de 2019      | 1BHR06        | 0.364                      |
| Un Bob amb excés de treball té un atac de cor mentre que es dedica a l'edició de Lenny i els assaigs del musical Chicago. A l'hospital, recorda l'abús sexual que va patir quan era adolescent. |                                                                |                |                               |                         |               |                            |
| 7 | «Nowadays "Avui dia "»                                         | Thomas Kail    | Joel Fields & Steven Levenson | 21 de maig de 2019      | 1BHR07        | 0.367                      |
| La Gwen i en Bob continuen treballant a Chicago, que Bob porta cap a una direcció més fosca. El show s'estrena amb crítiques variades. Durant l'estada, la Gwen pateix una infecció vocal, i Bob aconsegueix que, en la seva absència, la reemplaci Liza Minnelli.                                                                                        |                                                                |                |                               |                         |               |                            |
| 8 | «Providence "Providència"»                                     | Thomas Kail    | Joel Fields & Steven Levenson | 28 de maig de 2019      | 1BHR08        | 0.495                      |
| Els darrers anys d'en Bob, amb el rodatge de All That Jazz i la direcció i coreografia del revival de Sweet Charity, fins al moment que pateix un atac de cor a D.C. i cau en braços de la Gwen. |                                                                |                |                               |                         |               |                            |

## Música
Fosse / Verdon va llançar àlbums setmanals, disponibles per a transmissió i descàrrega en diverses plataformes, amb el llançament de cada nou episodi. A més de la música original, les bandes sonores compten amb el repartiment cantant cançons populars de les diverses carreres de Bob Fosse i Gwen Verdon, incloent "Big Spender" de Sweet Charity o "Corner of the Sky" de Pippin.
| 1. | «Big Spender»        | Bianca Marroquin, Rema Webb & The Fandango Girls | 3:34 |
| 2. | «Cabaret»            | Kelli Barrett                                    | 3:34 |
| 3. | «Fosse/Verdon Theme» | Alex Lacamoire                                   | 1:01 |

| 1. | «Heart» | PJ Benjamin, Nick Blaemire, Brian Cali & Aaron Kaburick | 3:00 |

| 1. | «Mein Herr»  | Kelli Barrett & The Kit Kat Girls           | 3:17 |
| 2. | «Two Ladies» | Ethan Slater, Alysha Umphress & Morgan Weed | 2:14 |

| 1. | «Corner of the Sky»         | Tim Young         | 3:17 |
| 2. | «I Guess I'll Miss the Man» | Blake Baumgartner | 2:09 |

| 1. | «Pas De Deux»       | Nathan Barr    | 1:35 |
| 2. | «Where Am I Going?» | Alex Lacamoire | 1:52 |

| 1. | «All That Jazz» | Bianca Marroquin | 2:52 |

| 1. | «We Both Reached For The Gun» | Tyler Hanes, Sean Patrick Doyle & The Cast of Fosse/Verdon | 3:45 |
| 2. | «Razzle Dazzle»               | Michelle Williams & The Cast of Fosse Verdon               | 2:13 |

| 1. | «Mr. Bojangles» | Lin-Manuel Miranda | 4:14 |

## Producció

### Desenvolupament
Els drets per produir una sèrie limitada basada en la biografia de Fosse de Sam Wasson van ser venuts a FX Network pel productor executiu George Stelzner. L'estiu del 2016, amb l'aprovació d'executius creatius de FX, Stelzner va perseguir l'actor/escriptor Lin-Manuel Miranda i el director Thomas Kail, de Hamilton, per a que s'unís al projecte. Tant Miranda com Kail estaven familiaritzats amb la biografia de Wasson, ja que Miranda i Wasson eren companys de classe a la Universitat de Wesleyan anys abans. L'escriptor guanyador del premi Tony Steven Levenson (Dear Evan Hansen) va estar al costat de formar part de l'equip de producció. Levenson i Kail seguirien guanyant la designació de crèdit WGA de "desenvolupada per a televisió per" per a minisèries. Durant les primeres etapes del procés de desenvolupament, Kail i Levenson van ser fonamentals per atraure la participació de Nicole Fosse, filla única de Bob i Gwen i el fideïcomissari del llegat Fosse / Verdon. El 5 de juliol de 2018, FX va anunciar una comanda de vuit episodis per a una sèrie limitada titulada Fosse / Verdon, amb Sam Rockwell fent el paper de Bob Fosse i Michelle Williams interpretant el paper de Gwen Verdon. El 25 d'octubre de 2018, es va informar que Kail dirigiria almenys quatre dels vuit episodis de la sèrie. i continuaria dirigint un total de cinc episodis. Entre els productors executius figuraven Levenson, Kail, Miranda, Stelzner, Rockwell i Williams, amb Nicole Fosse com a productora co-executiva i el coreògraf Andy Blankenbuehler (Hamilton) com a coproductor. El 26 d'octubre de 2018, es va anunciar que Joel Fields, el showrunner de l'aclamada sèrie dramàtica de FX Network The Americans s'uniria a la producció de Fosse/Verdon com a escriptor i productor executiu addicional. El 23 de gener de 2019 es va anunciar la data d'estrena del 9 d'abril de 2019.

### Repartiment
Al costat de l'anunci de la comanda de la sèrie, es va confirmar que Rockwell i Williams serien els protagonistes. El 19 de novembre de 2018, es va anunciar que Margaret Qualley i Norbert Leo Butz havien estat protagonitzats per seriosos papers i que Aya Cash, Nate Corddry, Susan Misner, Bianca Marroquín, Kelli Barrett, Evan Handler, Rick Holmes, Paul Reiser, Ethan Slater, Byron Jennings i Laura Osnes s'havien sumat al repartiment com a secundaris.

### Filmació
La fotografia principal de la sèrie va començar el novembre de 2018 a la ciutat de Nova York als Silvercup Studios i va durar fins a març del 2019.

### Llançament
El 6 de gener de 2019, es va llançar un tràiler de la sèrie. Al Regne Unit, la BBC va adquirir els drets i el programa es va estrenar a la BBC Two.
A Espanya, s'estrenà el 10 d'abril de 2010 a HBO España.

## Recepció
Resposta crítica [ edita ]
Pel que fa a Rotten Tomatoes, la sèrie té una qualificació d'aprovació del 81% basada en 75 ressenyes i una valoració mitjana de 7,12/10. El consens crític del lloc web diu que "Sam Rockwell i Michelle Williams donen als espectadors molta razzle i enlluernació a Fosse / Verdon, una minisèrie senzilla que es veu obstaculitzada pels tropes biogràfics de tot el món, però que segueix lluint amb el glitz, el granit i tot el jazz requerits. el públic anhela ". Metacritic, que utilitza una mitjana ponderada, va assignar a la sèrie una puntuació de 68 sobre 100, basat en 34 crítics, indicant "ressenyes generalment favorables".

### Premis i nominacions
| Premi                                    | Categoria                                                                                          | nominat | Resultat   | Ref.                 |
| ---------------------------------------- | -------------------------------------------------------------------------------------------------- | --- | ---------- | -------------------- |
| Art Directors Guild Awards               | Disseny de producció per a una pel·lícula per a televisió o minisèrie                              | Alex DiGerlando | nominada   | [ 27 ]               |
| Casting Society of America               | Minisèrie                                                                                          | Bernard Telsey, Tiffany Little Canfield & Amelia Rasche McCarthy | nominada   | [ 28 ]               |
| Costume Designers Guild Awards           | Excel·lència en televisió                                                                          | Melissa Toth & Joseph La Corte (for "Life is a Cabaret") | nominada   | [ 29 ]               |
| Critics' Choice Television Awards        | Millor Minisèrie                                                                                   | Fosse/Verdon | nominada   | [ 30 ]               |
| Critics' Choice Television Awards        | Millor actor en una Minisèrie o Pel·lícula per a la televisió                                      | Sam Rockwell | nominat    | [ 30 ]               |
| Critics' Choice Television Awards        | Millor actriu en una Minisèrie o Pel·lícula per a la televisió                                     | Michelle Williams | GUANYADORA | [ 30 ]               |
| Critics' Choice Television Awards        | Millor actriu de repartiment a una Minisèrie o Pel·lícula per a la televisió                       | Margaret Qualley | nominada   | [ 30 ]               |
| Guild of America Awards                  | Direcció més destacada – Pel·lícules per a la Televisió i Minisèries                               | Thomas Kail (for "Nowadays") | nominada   | [ 31 ]               |
| Guild of America Awards                  | Direcció més destacada – Pel·lícules per a la Televisió i Minisèries                               | Minkie Spiro (for "All I Care About Is Love") | nominada   | [ 31 ]               |
| Guild of America Awards                  | Direcció més destacada – Pel·lícules per a la Televisió i Minisèries                               | Jessica Yu (for "Glory") | nominada   | [ 31 ]               |
| Premis Globus d'Or                       | Millor Minisèrie o Pel·lícula per a la Televisió                                                   | Fosse/Verdon | nominada   | [ 32 ]               |
| Premis Globus d'Or                       | Millor Actor – Minisèrie o Pel·lícula per a la Televisió                                           | Sam Rockwell | nominada   | [ 32 ]               |
| Premis Globus d'Or                       | Millor Actriu – Minisèrie o Pel·lícula per a la Televisió                                          | Michelle Williams | GUANYADORA | [ 32 ]               |
| Make-Up Artists and Hair Stylists Guilds | Television Series, Mini-Series or New Media – Millor caracterització i/o maquillatge de personatge | Debbie Zoller, Dave Presto & Jackie Risotto | GUANYADORA | [ 33 ]               |
| Make-Up Artists and Hair Stylists Guilds | Millors efectes especials de maquillatge                                                           | Debbie Zoller, Dave Presto & Jackie Risotto | nominada   | [ 33 ]               |
| Make-Up Artists and Hair Stylists Guilds | Millor perruqueria                                                                                 | Christopher Fulton, Christen Edwards & Christine Cantrell | GUANYADORA | [ 33 ]               |
| Premis Primetime Emmy                    | Més destacada Minisèrie                                                                            | Fosse/Verdon | nominada   | [ 34 ] [ 35 ] [ 36 ] |
| Premis Primetime Emmy                    | millor actor en minisèrie o telefilm                                                               | Sam Rockwell | nominat    | [ 34 ] [ 35 ] [ 36 ] |
| Premis Primetime Emmy                    | millor actriu en minisèrie o telefilm                                                              | Michelle Williams | GUANYADORA | [ 34 ] [ 35 ] [ 36 ] |
| Premis Primetime Emmy                    | millor actriu secundària en minisèrie o telefilm                                                   | Margaret Qualley | nominada   | [ 34 ] [ 35 ] [ 36 ] |
| Premis Primetime Emmy                    | millor direcció en minisèrie o telefilm                                                            | Thomas Kail (for "Who's Got the Pain") | nominada   | [ 34 ] [ 35 ] [ 36 ] |
| Premis Primetime Emmy                    | millor direcció en minisèrie o telefilm                                                            | Jessica Yu (for "Glory") | nominada   | [ 34 ] [ 35 ] [ 36 ] |
| Premis Primetime Emmy                    | Guió Més destacat en una Minisèrie, Pel·lícula o Especial Dramàtic                                 | Joel Fields & Steven Levenson (for "Providence") | nominada   | [ 34 ] [ 35 ] [ 36 ] |
| Primetime Creative Arts Emmy             | millor repartiment en minisèrie o telefilm l                                                       | Tiffany Little Canfield & Bernie Telsey | nominada   | [ 34 ] [ 35 ] [ 36 ] |
| Primetime Creative Arts Emmy             | millor vestuari d'època                                                                            | Joseph La Corte, Melissa Toth, Catherine Crabtree, Kristin Isola, Isabelle Simone & Virginia Patton (for "Life is a Cabaret")                                                                                   | nominada   | [ 34 ] [ 35 ] [ 36 ] |
| Primetime Creative Arts Emmy             | millor perruqueria en minisèrie o telefilm                                                         | Christopher Fulton, Christen Edwards, Nicole Bridgeford, Christine Cantrell & Charlene Belmond | GUANYADORA | [ 34 ] [ 35 ] [ 36 ] |
| Primetime Creative Arts Emmy             | millor maquillatge en minisèrie o telefilm (no pròtesis)                                           | Debbie Zoller, Blair Aycock, Dave Presto, Sherri Laurence, Nicky Pattison Illum & Jackie Risotto | GUANYADORA | [ 34 ] [ 35 ] [ 36 ] |
| Primetime Creative Arts Emmy             | millor maquillatge amb pròtesis en minisèrie o telefilm                                            | Debbie Zoller, Dave Presto, Jackie Risotto, Yoichi Art Sakamoto & Vincent Van Dyke | nominada   | [ 34 ] [ 35 ] [ 36 ] |
| Primetime Creative Arts Emmy             | millor direcció musical                                                                            | Alex Lacamoire (for "Life Is a Cabaret") | Guanyador  | [ 34 ] [ 35 ] [ 36 ] |
| Primetime Creative Arts Emmy             | millor supervisió musical                                                                          | Steven Gizicki (for "Life Is a Cabaret") | nominada   | [ 34 ] [ 35 ] [ 36 ] |
| Primetime Creative Arts Emmy             | millor edició de camera en minisèrie o telefilm                                                    | Tim Streeto (for "Life Is a Cabaret") | nominada   | [ 34 ] [ 35 ] [ 36 ] |
| Primetime Creative Arts Emmy             | millor disseny de producció per a narrative o fantasia (més d'una hora)                            | Alex DiGerlando, Anu Schwartz & Lydia Marks | nominada   | [ 34 ] [ 35 ] [ 36 ] |
| Primetime Creative Arts Emmy             | millor barreja de so en minisèrie o telefilm                                                       | Tony Volante, Joseph White Jr., Robert Johanson & Derik Lee (for "All I Care About is Love") | nominada   | [ 34 ] [ 35 ] [ 36 ] |
| Producers Guild of America Awards        | Productor Més destacat de minisèrie de televisió                                                   | Thomas Kail, Steven Levenson, Lin-Manuel Miranda, Joel Fields, George Stelzner, Sam Rockwell, Michelle Williams, Tracey Scott Wilson, Charlotte Stoudt, Nicole Fosse, Erica Kay, Kate Sullivan & Brad Carpenter | nominat    | [ 37 ]               |
| Satellite Awards                         | Millor Miniseries                                                                                  | Fosse/Verdon | nominada   | [ 38 ]               |
| Satellite Awards                         | Millor actor en una minisèrie o telefilm                                                           | Sam Rockwell | nominada   | [ 38 ]               |
| Satellite Awards                         | Millor actriu en una minisèrie o telefilm                                                          | Michelle Williams | GUANYADORA | [ 38 ]               |
| Screen Actors Guild Awards               | Actuació més destacada d'un actor en una minisèrie o telefilm                                      | Sam Rockwell | GUANYADOR  | [ 39 ]               |
| Screen Actors Guild Awards               | Actuació més destacada d'una actriu en una minisèrie o telefilm                                    | Michelle Williams | GUANYADORA | [ 39 ]               |
| TCA Awards                               | Assoliment més destacat en pel·lícules, minisèries o especials                                     | Fosse/Verdon | nominada   | [ 40 ]               |
| TCA Awards                               | Assoliment individual en drama                                                                     | Michelle Williams | GUANYADORA | [ 40 ]               |
| Writers Guild of America Awards          | Llarga duració – adaptació                                                                         | Debora Cahn, Joel Fields, Ike Holter, Thomas Kail, Steven Levenson, Charlotte Stoudt & Tracey Scott Wilson Based on the book Fosse by Sam Wasson                                                                | GUANYADORA | [ 41 ]               |